# Glândula parotoide

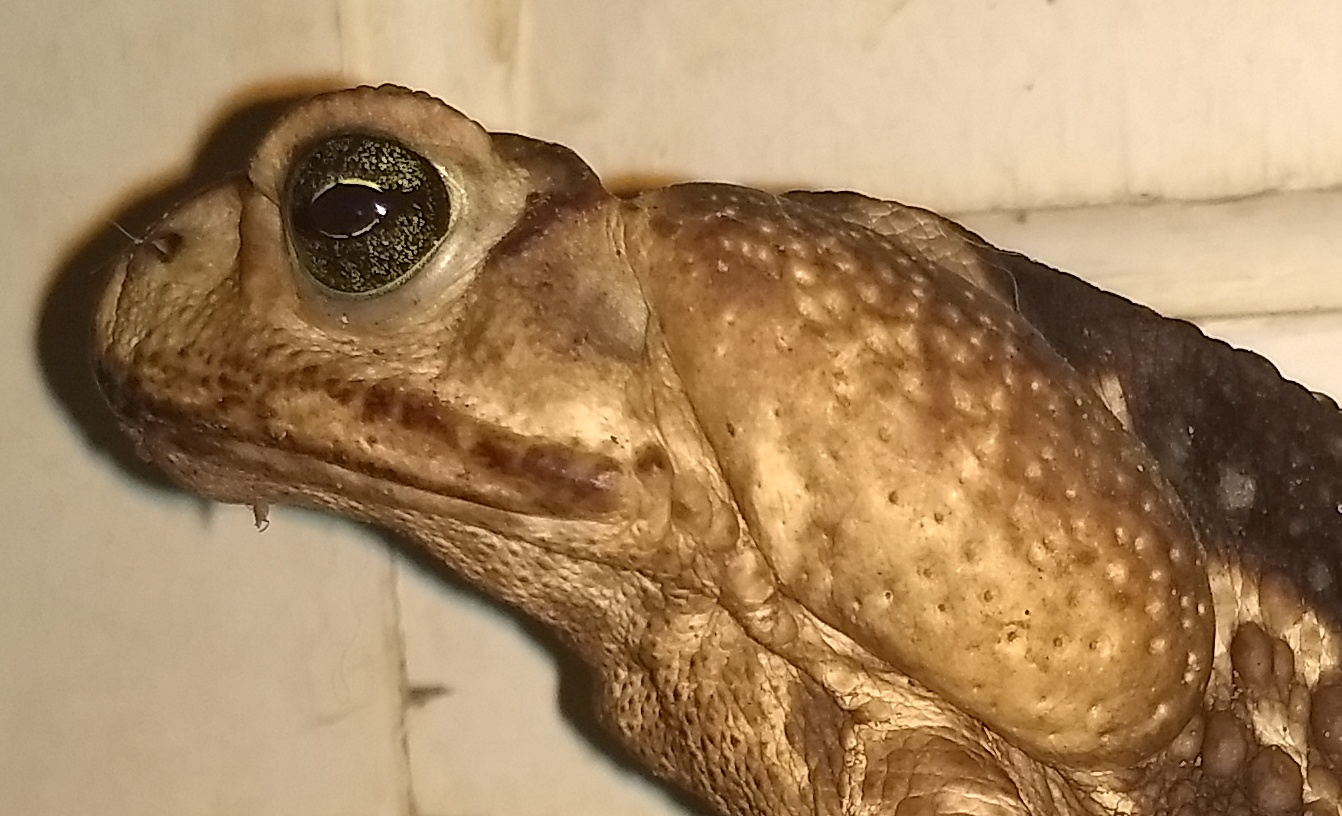
A glândula parotoide é compreendida pela área volumosa no lado direito do olho da fêmea de Rhinella icterica.

A glândula parotoide é uma glândula externa da pele, presente na parte traseira, na garganta, atrás do olho ou no ombro de sapos e algumas salamandras. Ela secreta uma substância leitosa com alcalóides que é usada em sua defesa.
As glândulas parotoides se parecem com verrugas, mas as verrugas podem ser causadas por infecção ou algum problema, enquanto as glândulas parotóides são normais e partes saudáveis dos animais que as têm.